# Зеленикав певец
Зеленикавият певец (Phylloscopus trochiloides ) е вид птица от семейство Phylloscopidae. Среща се и в България.

## Физически характеристики
Достига дължина около 10 cm. Гърбът е маслиненозелен, а коремът – сиво-бял. Над очите има жълта „вежда“.

## Хранене
Зеленикавият певец е насекомояден.